# Fricativa bilabial sorda
La fricativa bilabial sorda es un tipo de consonante fricativa que aparece en varias lenguas del mundo, incluyendo algunas variedades de español. El signo alfabeto fonético internacional usado para representar este tipo de sonido es ɸ y su equivalente símbolo en X-SAMPA es p\.

## Características
La fricativa bilabial sorda tiene las siguientes características articulatorias:
- Su modo de articulación es fricativo, lo que significa que el sonido se produce constriñendo el paso del aire hasta un paso estrecho, produciendo una turbulencia audible.
- Su punto de articulación es bilabial, lo que significa que se articula usando simultáneamente ambos labios.
- Su fonación es de tipo sordo, lo que significa que se articula sin hacer vibrar las cuerdas vocales.
- Es una consonante oral, lo cual significa que la totalidad del flujo de aire sale por la boca.
- Es una consonante central, lo que significa que se articula permitiendo que la corriente de aire pase sobre la lengua, y no por sus lados.

## Ocurrencia en diversas lenguas
| Lengua               | Lengua               | Palabra      | AFI        | Significado  | Observaciones                  |
| -------------------- | -------------------- | ------------ | ---------- | ------------ | ------------------------------ |
| Ainu                 | Ainu                 | フチ         | [ɸu̜tʃi]    | 'abuela'     |                                |
| Angor                | Angor                | fi           | [ɸi]       | 'cuerpo'     |                                |
| Ewe                  | Ewe                  | éƒá          | [éɸá]      | 'pulió'      |                                |
| Itelmen              | Itelmen              | чуфчуф       | [tʃuɸtʃuɸ] | 'lluvia'     |                                |
| Japonés              | Japonés              | 腐敗 (fuhai) | [ɸɯhai]    | 'decaer'     |                                |
| Kaingang             | Kaingang             | [ɸɨ]         | [ɸɨ]       | 'semilla'    |                                |
| Kalupaya             | Kalupaya             | [ɸɨ]         | [ɸɨ]       | 'semilla'    |                                |
| Kwama                | Kwama                | [kòːɸɛ́]      | [kòːɸɛ́]    | 'cesta'      |                                |
| Mao                  | Mao                  | [ʔɑ̄ˈɸɑ́ŋ]     | [ʔɑ̄ˈɸɑ́ŋ]   | 'vacío'      |                                |
| Māori                | Māori                | whakapapa    | [ɸakapapa] | 'genealogía' |                                |
| Odoodee              | Odoodee              | pagai        | [ɸɑgɑi]    | 'coco'       |                                |
| Español de Andalucía | Español de Andalucía | los viejos   | [lɔ ɸjɛhɔ] | 'los viejos' | Alófono de /b/ tras aspiración |
| Turcomano            | Turcomano            | fabrik       | [ɸabrik]   | 'fábrica'    |                                |